# Grafton Street
Grafton Street (irl.: Sráid Grafton) – główna ulica handlowa Dublina w Irlandii.
Ulica została nazwana na cześć Henry’ego FitzRoya, 1. księcia Grafton, nieślubnego syna króla Anglii i Szkocji Karola II, który w tym rejonie posiadał ziemię. Ulica powstała w 1708 roku z ówczesnego pasu terenu zamieszkiwanego przez rodzinę Dawson.
W 2008 roku ulica ta była na piątym miejscu najdroższych ulic handlowych na świecie pod względem wysokości płaconego czynszu.

## Występy uliczne

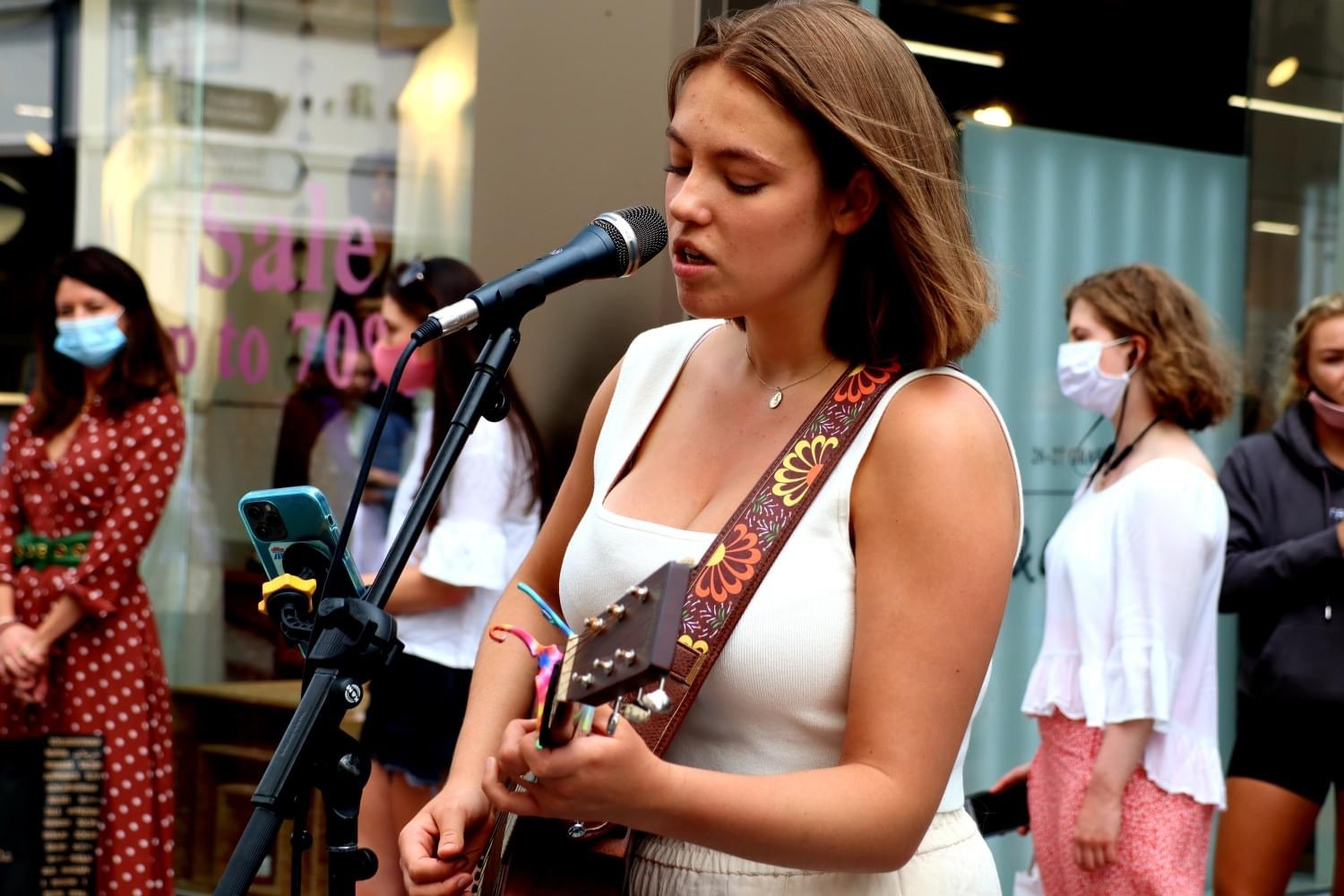
Allie Sherlock w 2021

Zarejestrowani artyści mogą występować raz dziennie, do godziny. Zaczęli tu karierę i czasem wracają Rodrigo y Gabriela, Glen Hansard, Bono, Keywest, Damien Rice. Obecnie występują Allie Sherlock i David Owens.